# キンキ薬品
キンキ薬品株式会社（きんきやくひん）は、かつて大阪府門真市3-267-2に本社を置いていた、医薬品・医療機器・医療用検査試薬・介護用品・健康食品・一般用医薬品等の卸売販売をおこなう企業であった。現在「ケーエスケー」である。

## 概要
- 昭和45年8月 中外製薬系の「新王薬品」と三共系の「関西薬品」の合併により「キンキ薬品」に商号変更
- 昭和63年6月 「明快薬品株式会社」「京薬株式会社」と共に「株式会社重松本店」へ合併、「株式会社協進」に商号変更

## 大株主
- 三共48％
- 中外製薬26％
- 明治製菓8％
- 台糖ファイザー1％
- 持田製薬1％
- 東洋醸造1％

## かつての営業所
- 大阪府：門真市・堺市

## かつての主要取引企業
- 三共
- 中外製薬
- 大塚製薬
- 明治製菓
- 日本化薬